# مسجد العجمي القديم (غزة)
مسجد العجمي القديم و(جامع العجمي الصيحاني قديمًا) هو مسجد الشيخ علي بن محمود العجمي، يقع في وسط حي الزيتون احدى أحياء البلدة القديمة في جنوب مدينة غزة وبالقرب من حمام السمرة الأثري، شُيّد في 1 صفر 673 هجري الموافق 5 أغسطس 1274 في عصر الدولة المملوكية وهو أحد المساجد التاريخية في البلدة القديمة وقطاع غزة، يقدر مساحته بحوالي 250 متر مربع، ومبنى المسجد منخفض المستوى، في باطن الأرض، يوجد قبر آسيا بنت الإمام الشافعي بجوار المسجد، وفي عام 1966 زار الشيخ محمود خليل الحصري المسجد أثناء زيارته لغزة لتشيع أحد الشيوخ
في عام 2017، تمت عملية اصلاحات في المسجد كازالة الاجزاء الاسمنتية وعزل سطح المسجد ومعالجة الشروخ بدعم من منحة من مركز إيوان.

## وصف المسجد
المسجد ذو سقف منخفض، ويتكون مبنى المسجد من 3 زوايا مخصصة لحفظ القرآن ومحرابين وغرفتين، احداهم تم دفن الشيخ العجمي بداخلها بعدما كانت غرفة اقامة للقابلة لاستقبال حالات الولادة، والأخرى كانت مكتبة للإمام الصيحاني، كما كان بها مكان لإستراحة المسافرين العابرين من غزة قديمًا ومعالجة المرضى، بًني المسجد بالحجارة الرسوبية وتصميم يلائم التغيرات المناخية، كانت لديه مئذنة واحدة مصنوعة من خشب الزان جُلبت من مدينة حلب، توجد في احدى جدرانه تجويف صخري مفرغ مصاحب لثقب دائري متوسط الحجم سفلي تم استخدام ذلك التجويف قديمًا كمغسلة للأطفال حديثي الولادة، كان يوجد أسفل المسجد نفق مستخدم لعملية التنقيب عن الآثار ممتد الى البحر المتوسط تم اغلاقه لاحقًا من قِبل السلطة الفلسطينية.

## المسجد قديمًا
كان المسجد عبارة عن معهد لتحفيظ القرآن الكريم واطلق عليه كُتاب كما أنشأ بالساحة الخلفية للمسجد مدرسة دينية سميت بالمدرسة الكاملية نسبة للسلطان الكامل ناصر الدين محمد ابن عم صلاح الدين الأيوبي، ثم تحول فيما بعد الى دار إفتاء، وكان الإمام الصيحاني واحد من رجال الدين الذين عملوا في دار الإفتاء كمفتي للمذهب الحنفي.

## تعرضه للتدمير
تعرض المسجد للقصف وتدمير أجزاء منه عدة مرات، في الحرب العالمية الأولى تم قصف مأذنة المسجد وتدميرها ولم تتبقى الا اثار قليله منها، كما تم قصف مدخل المسجد.

## الوصلات الخارجية
- مسجد العجمي في غزة- مساجد(موقع مشهد)
- بودكاست مسجد العجمي- شاهد على تاريخ غزة القديمة( قناة ميادين)